# Priuli

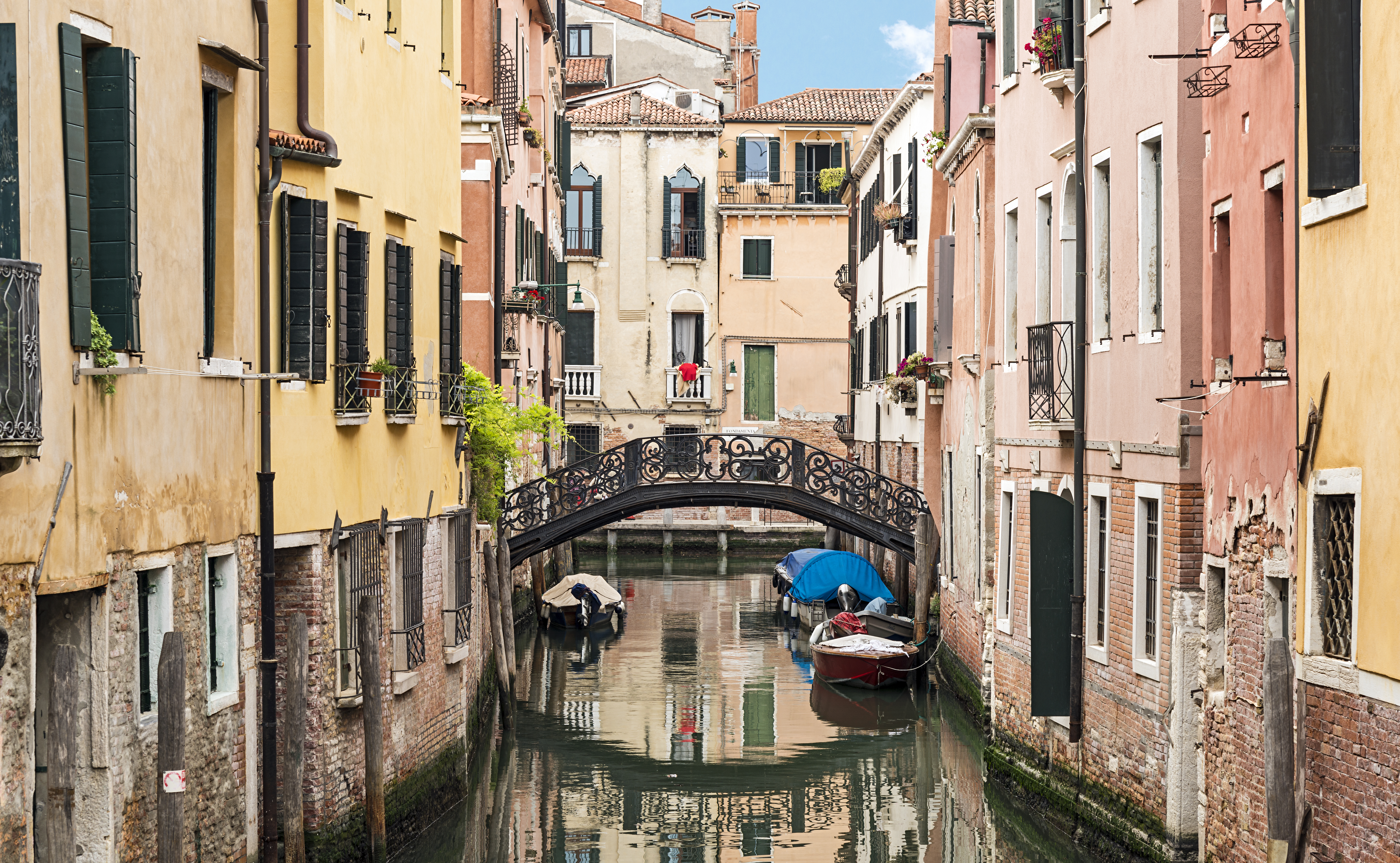
Ponte Priuli sul Rio santa Sofia a Venezia

I Priuli sono una famiglia patrizia della Repubblica di Venezia.

## Storia

### Origini
Come per tutte le antiche casate lagunari, anche le origini dei Priuli sono incerte e vengono spiegate attraverso tradizioni non suffragate da testimonianze storiche. Una delle più diffuse li ritiene nobili del Regno d'Ungheria i quali erano giunti a Venezia come ambasciatori per poi stabilirvisi definitivamente. Altri li ritengono discendenti dei Caloprini, e quindi li lega al nucleo più antico della nobiltà veneta. Infine, alcune fonti li dicono semplicemente torcellani.
Leggende a parte, la famiglia è attestata per la prima volta dalla fine dell'XI secolo quando alcuni suoi membri furono coinvolti nelle Crociate e nelle prime imprese veneziane in Oriente. Membri del Maggior Consiglio, si dice, sin dal XII secolo, ne furono esclusi dopo la serrata del 1297; ma già nel 1310 venivano riassunti per essersi distinti contro la congiura del Tiepolo.

### Ascesa e ramificazione
I Priuli si affermarono rapidamente per ricchezza e intuito commerciale; va ricordata, in particolare, l'apertura di un banco fiorito tra il XV e il XVI secolo. Si divisero in numerose linee, come quelle:
- Priuli "di Cannaregio" - Dimoranti nell'attuale palazzo Venier-Manfrin, dal matrimonio con Andriana Venier (1517), Angelo Maria di Pietro Priuli ereditò il feudo di Sanguinetto nel Veronese. Titoli e sostanze tornarono ai Venier quando l'ultima di questa linea, Elena di Angelo Maria, la lasciò ai figli Giovanni e Pietro Venier[5].
- Priuli "di San Polo" (o "Grassi") - Discendono da Lorenzo di Alvise, appartenente al ramo "di San Stae", che aveva preso dimora in campo San Polo, probabilmente in quello che è oggi palazzo Bianchini di Alberigo[6].
- Priuli "di San Polo al magazen" (o "Gran Can") - Avevano domicilio in un palazzo, ora scomparso, che dava sulla calle del Magazen, vicino alla chiesa di San Polo. Si estinsero con i fratelli Giuseppe Pietro e Lodovico Filippo di Pietro, quest'ultimo ciambellano del re di Baviera[7].
- Priuli "di San Barnaba" - Si estinsero con i fratelli Luigi, Giovanni e Angelo Maria di Marcantonio, il primo cardinale, gli altri due sposati ma senza figli[8].
- Priuli "di San Felice" (o "Scarponi")
- Priuli "di San Stae" (o "Bruolonghi")
- Priuli "di San Samuele"
- Priuli "di San Giovanni Nuovo"
- Priuli "di San Pantaleone"

Attualmente sopravvivono solo i Priuli "di San Polo" e i Priuli Bon, che hanno assunto il doppio cognome in seguito a un'eredità.
La famiglia ha lasciato il nome via Priula, che venne costruita tra il 1592 ed il 1593 dal podestà di Bergamo, Alvise Priuli, per collegare Bergamo a Morbegno.

## Membri illustri
I Priuli si sono distinti in ogni campo, da quello politico a quelli militare ed ecclesiastico passando per la cultura. Diedero inoltre tre dogi, due dei quali erano fratelli.
- Girolamo Priuli (Venezia, 1486 - Venezia, 4 novembre 1567), 83º Doge di Venezia.
- Lorenzo Priuli (Venezia, 1489 - Venezia, 17 agosto 1559), 82º Doge di Venezia.
- Matteo Priuli (Venezia, 30 marzo 1528 - Venezia, 3 aprile 1595), vescovo di Vicenza.
- Michele Priuli (Venezia, 4 maggio 1547 - Venezia, 1º agosto 1603), vescovo di Vicenza.
- Antonio Priuli (Venezia, 10 maggio 1548 - Venezia, 12 agosto 1623), 94º Doge di Venezia.
- Matteo Priuli (Venezia, 1577 - Roma, 13 marzo 1624), figlio di Antonio e cardinale.
- Giovanni Priuli (Venezia, 1575 - Vienna, 1629), compositore. Fu organista in San Marco a Venezia e compose madrigali molto apprezzati.
- Luigi Priuli (Venezia, 1650 - Roma, 1720), cardinale.
- Pietro Priuli, (Venezia, 1669 - 1728), cardinale.
- Antonio Marino Priuli (Venezia, 17 agosto 1700 – Treville, 26 ottobre 1772), vescovo di Vicenza e di Padova, poi cardinale.
- Marieta Morosina Priuli (Venezia, XVII secolo), compositrice